# Kung-fu (terme)
Pour les articles homonymes, voir Kung fu (homonymie).
Kung-fu (prononcé : /kuŋ.fu/ , ou en français canadien : /kɔŋ.fu/ ) est en Occident le nom généralement donné aux arts martiaux chinois externes comme internes, bien que l'on utilise rarement ce terme pour désigner le taiji quan.
Ce terme, transcription suivant la méthode Wade-Giles du terme 功夫, gōngfu a été introduit en Europe dans les années 1970 pour désigner les films chinois d'arts martiaux. Le terme 工夫 est également utilisée et principalement en usage pour les sens courants du mot, la graphie 功夫 est plus généralement utilisée pour désigner l'art martial mais ça n'est pas une règle absolue ; en chinois moderne il signifie :
- période de temps : 五天的工夫 une durée de cinq jours.
- effort, travail : 花了好大工夫 faire un grand effort.
- talent, art, habileté : 这画工夫真到家 cette peinture fait preuve d'une maîtrise exceptionnelle.
- art martial : 打功夫 pratiquer le kung-fu.

Les termes gong et fu traduits littéralement et séparément ont une tout autre signification qu'« arts martiaux » chinois. Gong désigne d'abord le « travail », puis la « maîtrise », le « perfectionnement » ou la « possession d'un métier ». Le terme est à rapprocher d'un point de vue sémantique de la notion d'artisan tel qu'il était usité en Europe au XIXe siècle : ce terme désignait l'homme de métier qui par un apprentissage auprès d'un maître acquérait cultures, techniques et savoir-faire. 
Fu désigne étymologiquement l'homme accompli puis le maître, le mari.
On peut ainsi dire de quelqu'un qu'il possède le « gong fu » en gastronomie, le « gong fu » en peinture, ou le « gong fu » en musique, etc. On désigne également par « gong fu cha » (工夫茶, gōngfuchá) l'art du thé.
C'est également le terme d'une figure de handball.